# Santa María la Mayor
A missão de Santa María Mayor localiza-se ao norte do rio Iguaçu e a leste do rio Paraná, na actual província de Misiones, na Argentina.
As ruínas localizam-se a 14 km do centro de Concepción de la Sierra.

## História
Essa redução foi originalmente fundada em 1626, pelo jesuíta Diego de Boroa ao leste do Rio Paraná.
Em 1633, diante do assédio dos bandeirantes, os habitantes se mudaram para as proximidades da redução dos "Santos Mártires de Japón".
No final do século XVII, os habitantes se mudaram para a margem ocidental do Rio Uruguai, a 14 km do centro de onde atualmente se localiza a cidade de Concepción de la Sierra. Sobreviveu à expulsão dos jesuítas em 1767 e foi destruída em 1817 por Francisco das Chagas Santos.
Em 1945, as ruínas foram declaradas como "Monumento Histórico Nacional da Argentina".
Em 1984, foram declaradas Patrimônio Mundial da Humanidade, pela Unesco 